# Istorija Škotske
Istorija Škotske je istorija današnjeg prostora Škotske i naroda Škota od praistorije do danas. Zapisana istorija Škotske počinje sa dolaskom Rimskog carstva u 1. veku, kad je provincija Britanija dosezala na sever do Antoninovog zida. Severno od njega je bila Kaledonija, naseljena Piktima, čiji ustanci su prisilili rimske legije da se povuku do Hadrijanovog zida. Kada se Rim konačno povukao iz Britanije, gelski napadači zvani Skoti počeli su da kolonizuju Zapadnu Škotsku i Vels. Pre rimskig doba, praistorijska Škotska je ušla u neolitsko doba oko 4000. p. n. e., bronzano doba oko 2000. p. n. e., i gvozdeno doba oko 700. p. n. e..
Gelsko kraljevsto Dalrijada je bilo osnovano na zapadnoj obali Škotske u 6. veku. U narednom veku, irski misionari su upoznali prethodno paganske Pikte sa keltskim hrišćanstvom. Sledeći englesku Gregorijansku misiju, piktski kralj Nektan je odlučio da ukine većinu keltskih praksi u korist rimskih obreda, ograničavajući gelski uticaj u njegovom kraljevstvu i izbegavajući rat sa anglijskom Nortambrijom. Pri kraju 8. veka su počele Vikinške invazije, što je prisililo Pikte i Gele da prestanu sa njihovim istorijskim neprijateljstvom i da se ujedine u 9. veku, čime je formirana Kraljevina Škotska.

## Praistorija
Pre ledenog doba Škotska je imala topliju klimu i verojatno je bila naseljena. Nakon ledenog doba ljudi su se vratili u Škotsku tek oko 9600. p. n. e. Mezolitski lovci-skupljači bili su prvi doseljenici iz Engleske. Njihovi ostaci pronađeni su u okolini Kramonda blizu Edinburga i datiraju od oko 8.500. p. n. e. Brojni nalazi iz istog vremena iz cele Škotske govore o izuzetnom nomadskom narodu pomoraca koji su pravili oruđa od kosti, kamena i rogova.
Na severu Škotske, u Orkniju, nalaze se najstariji nalazi neolitske naseobine u Evropi – Skara Bre. Za najstariju postojeću neolitku kuću smatra se kamena kuća Knap u Hovaru, iz oko 3500. p. n. e. Iz istog razdoblja datiraju i prve grobne dvorane (Mešou na Orkniju) i megalitska svetilišta (Prsten u Brodgaru na Orkniju i Kalaniš na ostrvu Luis) koja su paralelna Stounhendžu u Engleskoj.

## Drevna istorija
Prostor Škotske je u rimskim spisima nazivan Kaledonija. Na severu su obitavala plemena Pikta koja su Rimljani bezuspešno pokušavali da pokore.
Početkom 6. veka Škoti (keltsko pleme iz severoistočne Irske) se doseljavaju na područje današnje grofovije Argajl, gde su Škoti osnovali malo kraljevstvo Dalriadu. Hrišćanstvo se (takođe pristiglo iz Irske) postupno počelo širiti ne samo među Škotima, nego i istočno na teritoriji Pikta.
Godine 843. Škoti i Pikti su se sjedinili, te pod kraljem Kenetom Makalpinom i utemeljili državu koja je obuhvatala veći deo Škotske severno od reka Fort i Klajd (Kraljevstvo Alba).

## Kraljevstvo Škota
Oko 1016. godine, porazivši Angle u bici kod Karhama, kralj Malkolm  (škotski: Máel Coluim) je zavladao pokrajinom Lotijan, pokrajinama između Tvida i Firta od Forta, i bivšim britanskim kraljevstvom Stratklajd u kojem je za kralja postavio svog unuka Dankana I. Kada je 1034. godine Dunkan nasledio svog dedu Malkolma II, Škoti, Pikti, Angli i Briti su sjedinjeni u jedinstvenu kraljevinu nazvanu Kraljevstvo Škota (engleski: Kingdom of Scots), a Dankan je bio prvi vladar sa naslovom „kralja Škota”. Dankan je poginuo u građanskom ratu (1040) protiv svog vojskovođe i bratića Makbeta, koji se potom proglasio kraljem, ali ga je 1057. godine porazio Dunkanov sin Malkolm III Kanmor (1058–1093).
Najmoćniji Malkolmov naslednik bio je Dejvid I Škotski (1124—1153) za vreme čije se vladavine Škotska postepeno anglizira i feudalizijuje.
U doba vladavine Vilijama I Lava (1165–1214) škotska je crkva (1192) podvrgnuta direktno Rimu, a za vreme vladavine njegovog sina i naslednika Aleksandra  (1214–1249) započelo je pokoravanje norveških Hebrida (okončano 1266).
Vladavina Aleksandra  (1249—1286) je bilo doba jake kraljevske vlasti, te mira i privrednog prosperiteta zemlje (kasnije nazvano „zlatnim razdobljem”" škotske istorije).

### Kraljevstvo bez kralja
Nakon smrti maloletne unuke i naslednice Aleksandra III, Margarete zvane Deva od Norveške (1290), javlja se čak 13 pretendenata na škotski tron. Presuditelj u tom sporu, engleski kralj Edvard I Plantagenet, izabrao je Džona Bejliola, ali kada se ovaj pobunio ne želeći da bude engleski vazal, Edvard je poveo rat protiv Škotske i nakon pobede kraj Danbara (1296) ovladao je zemljom. Već iduće godine izbio je protivengleski ustanak škotskog naroda koji je predvodio Vilijam Valas te naneo Englezima poraz kraj Stirlinga, ali je 1298. godine izgubio bitku kod Falkerka. Ustanak se nastavio do 1305, kada je Valas uhvaćen i smaknut. Godine 1306. vodstvo ustanka preuzima Robert Brus te se iste godine kruniše za kralja kao Robert  Škotski.

## Škotsko kraljevstvo u 14. i 15. veku
Kralj Robert I bio je izuzetno uspešan u borbama protiv Engleza i 1314. godine porazio ih je u bici kod Benokberna te je Škotska stekla samostalnost. Englezi su konačno priznali nezavisnost Škotske 1328. godine. Uprkos toga, ratovi s Englezima su nastavljeni i tokom vladavine Robertovog sina Davida II (1329–1371).
Godine 1371. na škotsko prijestolje stupa Robert  Škotski iz dinastije Stjuart (1371-1390). Nakon Roberta III (1390—1406) izređalo se više Stjuarta, koji dolaze na prestolje kao deca. Tokom 14. i 15. veka kraljevska vlast slabi u korist domaćeg krupnog plemstva, a istodobno Škoti dolaze u sve češće sukobe sa Englezima.
Tokom 15. veka započeo je kulturni razvoj Škotske osnivanjem Univerziteta Sv. Andrije (1413) u Fifeu, Univerziteta u Glazgovu (1450) i Univerziteta u Aberdinu (1495), kao i usvajanjem Zakona o obrazovanju (Education Act) 1496. god.
Godine 1468. dogodilo se poslednje veliko proširenje škotskih zemalja kada je Džejms  Škotski oženio Margaretu od Danske, dobivši tako ostrva Orkni i Šetlande u miraz. Nakon njegove smrti u bici kod Sočiberna (1488), njegov naslednik Džejms IV od Škotske osnovao je Škotsku kraljevsku mornaricu i uspešno okončao pseudovladavinu Ostrvskih lordova, čime su zapadna ostrva dospela pod delotvornu kraljevsku kontrolu. Godine 1503. Džejms IV oženio je kćerku engleskog kralja Henrija , Margaretu Tudor, čime je dao temelje ujedinjenju dve kruna u 17. veku. Njegova vladavina se smatra kulturnim procvatom Škotske kada je stigla renesansa iz Evrope. On je ujedno bio poslednji kralj koji je govorio galski jezik.

## Škotsko kraljevstvo u 16. veku
Godine 1513. Englezi su teško porazili Škote, a sam škotski kralj Džejms  (1488–1513) poginuo je u bici. Godine 1542. u bici kod Solvej Mosa poražen je i kralj Džejms  (1513—1542), kralj koji se znatno oslanjao na savezništvo s Francuzima (njegova prva žena, Madlen od Francuske, bila je kćerka Fransoa ). Nakon njegove smrti Škotskom je, umesto njegove maloletne kćeri Meri Stjuart, upravljala Marija od Giza, Džejmsova druga supruga. Uz francusku vojnu pomoć Englezi su 1551. potisnuti iz Škotske. Francuski uticaj u zemlji tada posebno jača (visoke položaje u upravi zauzimalo je upravo francusko plemstvo), a škotsko-francusko savezništvo potvrđeno je udajom Meri Stuart za francuskog prestolonaslednika. Istovremeno u Škotskoj jača protestantizam (poseobno kalvinizam) ne samo među građanima nego i u znatnom delu plemstva. Godine 1557. sklopljen je savez protestanata (covenant), koji je podupirala engleska kraljica Elizabeta 
Kada su 1559. Marija i njen suprug Fransoa  uzeli i naslov engleskih suverena, engleska je flota blokirala 1560. Lit. Iste godine, ugovorom u Edinburgu, francuska je vojska bila prisiljena da napustiti Škotsku; kasnije je parlament službeno prihvatio reformaciju, proglasio slobodu veroispovesti, te sprovodio sekularizaciju crkvenih imanja.
S povratkom Marije Stjuart u Škotsku 1561. godine razbuktala se borba između katolika i pristaša reformacije. Godine 1567. protestanti su digli ustanak i prisilili Mariju Stjuart na abdikaciju u korist maloletnog sina Džejmsa . Marija je 1568. potražila utočište u Engleskoj, gde ju je rođaka Elizabeta I zatočila i 1587. optuživši je za veleizdaju pogubila.

## Ujedinjeno Kraljevstvo
Džejms VI, kao praunuk Margarete Tudor (kćeri Henrija VII), proglašen je (nakon Elizabetine smrti 1603) i engleskim kraljem (Džejms ). Time je ostvarena personalna unija između Škotske i Engleske, mada će obe zemlje zadržati još čitav jedan vek svoje zasebne parlamente. Njegov naslednik Čarls  (1625—1649) nametnuo je Škotskoj anglikansko bogoslužje, što je 1638. dovelo do pobune, koja je zahvatila celu zemlju i dala neposredan podsticaj engleskoj buržujskoj revoluciji. Kada je 1642. u Engleskoj izbio rat između kralja i Parlamenta, škotski su prezbiterijanci bili prirodni saveznici engleskih puritanaca i Olivera Kromvela. Godine 1643. Škoti su sklopilii formalni savez s engleskim parlamentom (Solemn League and Covenant); njihove su vojne formacije učestvovale 1644. na strani puritanaca u velikoj bici kod Marston Mura, a 1645. kraljevske snage u Škotskoj potpuno su razbijene. Poražen i u Engleskoj, Čarls I je pobegao 1646. u Škotsku, međutim Škoti su ga izručili engleskom parlamentu.

### Vladavina parlamenta
Svrgavanje Čarlsa I (1649) i proglašenje republike (pod nazivom Komonvelt Engleske) izazvali su negodovanje škotske aristokratije i imućnih slojeva, koji su u produbljenju engleske revolucije osećali pretnju za svoje klasne interese. Da bi predusreli opasnost, škotski prezbiterijanci su manifestovali svoju privrženost dinastiji, te u Edinburgu proglasili kraljem sina Čarlsa I. Kada se Čarls  vratio iz Holandije u Škotsku, rat s Engleskom postao je naizbežan. Godine 1650. je Kromvel naneo Škotima težak poraz kod Danbara, a 1651. godine definitivno je slomio njihov otpor i Škotska je bila ujedinjena s Engleskom u Komonveltu.

### Povratak monarhije
Čarls II, došavši 1660. na prestolje, pokazao se kao brutalan despot. Sporazum i sve zakonske mere od 1633. nadalje ukinuti su, anglikanska crkva ponovno je nametnuta celoj zemlji, a Škoti „otpadnici” izvrgnuti su progonima. Prvu bunu 1666. (pohod na Edinburg) ugušila je kraljevska vojska.
Novi veliki ustanak izbio je 1679, ali i taj je ubrzo ugušen, nakon čega u Škotskoj nastaje era krvave represije (Killing time). Reakcija je besnila i za vreme Čarlsovog naslednika Džejmsa VII (Džejms  za Englesku), koji je favorizirao katolike. Škoti su u punoj meri podupirali prevrat 1688, kojim je Džejms svrgnut sa prestola, a ustoličen je Vilijam III Oranski 1689. Ustanak jakobita (pristaša svrgnutog kralja Džejmsa VII) slomljen je 1689, a 1690. odlukom parlamenta, prezbiterijanizam je u celosti uspostavljen.

## Velika Britanija
Već krajem 17. i početkom 18. veka u Engleskoj i Škotskoj pojavljuju se predlozi za tešnju uniju između dve zemalje. Definitivni plan unije oba su parlamenta prihvatila početkom 1707; spojena kraljevstva Škotske i Engleske nosiće ime Velika Britanija, koja će imati jednu zastavu (Union Jack), a državom će upravljati jedan parlament. Zakonom o Uniji, koji je stupio na snagu 1. maja 1707, posebni škotski i engleski parlament prestali su da postoje, a u oktobru iste godine sastao se Parlament Velike Britanije.
Nakon unije, u toku prve polovine 18. veka, znatan deo plemenske aristokratije (klanova) u planinskom delu Škotske nije odustajao od pokušaja da silom restaurira dinastiju Stjuart. Njene pristaše, jakobiti, digli su četiri ustanka, od kojih su dva (1708. i 1719) ugušena u zametku, dok su ustanci 1715. i 1745—1746. bili poprimili veće razmere. Veći broj vođa klanova bio je zatim proteran ili smaknut, a upravu nad njihovim posedima preuzele su vladine komisije.

### Restauracija parlamenta
Tokom 19. veka u Škotskoj traju nastojanja za parlamentarnu reformu; 1885. godine formirano je u parlamentu zasebno ministarstvo za Škotsku, a njegov ministar je ujedno i član britanske vlade.
U drugoj polovini 20. veka ponovno jačaju težnje za autonomijom Škotske, a u septembru 1997. godine (na podsticaj laburističke vlade britanskog premijera Tonija Blera) na referendumu je s većinom glasova podstaknuto formiranje zasebnog škotskog parlamenta, a prvi izbori za njegov saziv održani su 1999. godine.
Na trećim parlamentarnim izborima 2007. godine pobedu je odnela Škotska nacionalna stranka (SNP) koja se zauzima za nezavisnost Škotske. SNP sačinjava manjinsku vladu na čelu s premijerom Aleksom Salmondom.
Zakonodavnu vlast takođe ima i parlament u Vestminsteru, te ona može nadglasati zakone koje je usvojio Škotski parlament. Škotska nema svog državnog poglavara, na čelu Škotske je britanska kruna. Održan je referendum o nezavisnosti Škotske od Velike Britanije 2014, na kome je odlučeno da Škotska ostane u sastavu UK.

## Literatura

#### Pregledi i referentne knjige
- Oxford Dictionary of National Biography (2004) online; short scholarly biographies of all the major people
- Devine, T. M., The Scottish Nation, 1700–2000 (Penguin books, 1999).
- Devine T. M. and Jenny Wormald, eds. The Oxford Handbook of Modern Scottish History (2014).
- Donaldson, Gordon and Robert S. Morpeth (1977). A Dictionary of Scottish History. Donald. ISBN 978-0-85976-018-8.. (1977).
- Donnachie, Ian and George Hewitt (2001). Dictionary of Scottish History.. 384 pp.
- Houston, R.A.; W. Knox, ур. (2001). New Penguin History of Scotland. Allen Lane. ISBN 978-0-14-026367-1.
- Keay, John, and Julia Keay. Collins Encyclopedia of Scotland (2nd ed. 2001). 1101 pp; 4000 articles; emphasis on history
- Lenman, Bruce (2009). Enlightenment and Change: Scotland 1746-1832 (2nd изд.). Edinburgh University Press. стр. 280. ISBN 978-0-7486-2515-4.. 1st edition also published under the titles Integration, Enlightenment, and Industrialization: Scotland, 1746–1832 (1981) and Integration and Enlightenment: Scotland, 1746–1832 (1992).
- Lynch, Michael, ур. (2007). The Oxford Companion to Scottish History. ISBN 0199234825.. 732
- Kearney, Hugh F. (1989). The British Isles: a History of Four Nations. Cambridge University Press. ISBN 978-0-521-33420-4.. (Cambridge University Press, 2nd edn., 2006).
- Mackie, J. D. (1991). A History of Scotland. Penguin books. ISBN 978-0-14-013649-4.
- Mackie, J. D., Bruce Lenman, and Geoffrey Parker. (1984). A History of Scotland. Penguin Adult. ISBN 0140136495.
- Maclean, Fitzroy, and Magnus Linklater, Scotland: A Concise History (2nd ed. 2001) excerpt and text search
- McNeill, Peter G. B. and Hector L. MacQueen, ур. (1996). Atlas of Scottish History to 1707. The Scottish Medievalists and Department of Geography..
- Magnusson, Magnus (2000). Scotland: The Story of a Nation. ISBN 978-0-00-653191-3.. popular history focused on royalty and warfare
- Mitchison, Rosalind (1970). A History of Scotland. Routledge: 3rd ed 2002..
- Nicholls, M. (1999). A History of the Modern British Isles, 1529–1603: the Two Kingdoms. Wiley-Blackwell.
- Panton, Kenneth J. and Keith A. Cowlard (1998). Historical Dictionary of the United Kingdom. Vol. 2: Scotland, Wales, and Northern Ireland.. 465 pp.
- Paterson, Judy, and Sally J. Collins. (2000). The History of Scotland for Children.
- Pittock, Murray (2003). A New History of Scotland. Sutton. ISBN 978-0-7509-2786-4.
- Smout, T. C. (1998). A History of the Scottish People, 1560–1830. Fontana..
- Tabraham, Chris, and Colin Baxter (2004). The Illustrated History of Scotland. Reaktion Books. ISBN 1932573011..
- Watson, Fiona (2003). Scotland; From Prehistory to the Present. Tempus. ISBN 978-0-7524-2591-7.
- Wormald, Jenny (2005). The New History of Scotland. Oxford University Press. ISBN 0198206151.

#### Specijalizovane studije
- Buchan, James (2003). Capital of the Mind: How Edinburgh Changed the World. John Murray. ISBN 978-0-7195-6544-1..
- Colley, Linda (1992). Britons: Forging the Nation 1707–1837. Yale University Press..
- Cooke, Anthony (2010). The Rise and Fall of the Scottish Cotton Industry, 1778–1914. Manchester University Press..
- Devine, T. M., Scotland's Empire 1600–1815 (Allen Lane, Harmondsworth, 2003).
- Duncan A. A. M. The Kingship of the Scots 842–1292: Succession and independence. Edinburgh University Press.. (2004).
- Ferguson, W. (1977). Scotland's Relations with England: A Survey to 1707. Donald. ISBN 978-0-85976-022-5.. (Saltire Society, 1977).
- Finlay, Richard (2004). Modern Scotland 1914–2000. Profile..
- Hamilton, David (1981). The healers: a history of medicine in Scotland. Pelican..
- Harvie, Christopher (2004). Scotland and Nationalism: Scottish Society and Politics 1707–1977 (4th изд.). Routledge. ISBN 978-0-04-941007-7..
- Hearn, J. (2000). Claiming Scotland: National Identity and Liberal Culture. Edinburgh University Press. ISBN 978-1-902930-16-9..
- Macdougall, N. An Antidote to the English: the Auld Alliance, 1295–1560. Tuckwell Press.. (2001).
- Pittock, Murray (2008). The Road to Independence? Scotland since the Sixties. Reaktion Books. ISBN 1861893655.. .
- Smout, T. C. (1963). Scottish Trade on the Eve of the Union, 1660–1707. Oliver & Boyd..
- Smout, T. C. (1993). Scotland Since Prehistory: Natural History and Human Impact. Scottish Cultural Press.

#### Kultura i religija
- Anderson, R. D. (1995). Education and the Scottish People, 1750–1918. Oxford University Press.
- Browen, Ian, ур. (2006). The Edinburgh History of Scottish Literature..
- Brown, Callum G (1997). Religion and Society in Scotland since 1707. ISBN 978-0-7486-0886-7.. 219 pp.
- Burleigh, J.H.S. (1962). A Church History of Scotland.. short and impartial.
- Daiches, David (1982). A Companion to Scottish Culture..
- Dingwall, Helen M. (2005). A Famous and Flourishing Society: The History of the Royal College of Surgeons of Edinburgh, 1505-2005. ISBN 978-0-7486-1567-4.. 350 pp.
- Ferguson, William (1998). The Identity of the Scottish Nation: An Historic Quest..
- Glendinning, Miles, Ranald MacInnes, Aonghus MacKechnie (1996). A History of Scottish Architecture: From the Renaissance to the Present Day..
- Hardy, Forsyth (1990). Scotland in Film..
- Harris, Nathaniel. (2000). Heritage of Scotland: A Cultural History of Scotland and Its People. Checkmark Books. ISBN 978-0-8160-4136-7.. Facts on File, 2000. 159 pp.
- Lawrence, Christopher (2005). Rockefeller Money, the Laboratory, and Medicine in Edinburgh, 1919-1930: New Science in an Old Country. University of Rochester Press. ISBN 978-1-58046-195-5.. 373
- Levack, Brian (2007). Scottish Witch Hunting: Law, Politics and Religion..
- McDonald, R. A., ур. (2002). History, Literature and Music in Scotland, 700–1560.. 243 pp.
- Mackenzie, D. A. (1935). Scottish Folklore and Folklife..
- McEwan, Peter J. M. Dictionary of Scottish Art and Architecture.. Wappingers Falls, N.Y.: Antique Collectors Club, 1995. 626 pp.
- McNeill, F. Marion (01. 01. 1961). The Silver Bough. volume 1: Scottish Folk-Lore and Folk-Belief. ISBN 978-0-86241-231-9. Проверите вредност парамет(а)ра за датум: |year= / |date= mismatch (помоћ).
- Menikoff, Barry (2005). Narrating Scotland: The Imagination of Robert Louis Stevenson. University of South Carolina Press. ISBN 978-1-57003-568-5.. 233 pp.
- Pelling, Margaret, ур. (2005). Practice of Reform in Health, Medicine, and Science, 1500–2000..
- Petrie, Duncan (2000). Screening Scotland.. BFI |year=2000. 250on films.
- Porter, James (1998). „The Folklore of Northern Scotland: Five Discourses on Cultural Representation”. Folklore. 10 (1–2): 1—14. JSTOR 1260565. doi:10.1080/0015587X.1998.9715956.
- Ritchie, Anna and Graham Ritchie (1998). Scotland: An Oxford Archaeological Guide. Oxford University Press. ISBN 978-0-19-288002-4..
- Schoene, Berthold (2007). The Edinburgh Companion to Contemporary Scottish Literature.. 560 pp.
- Smith, Bill and Skipwith, Selina. A History of Scottish Art.. Merrell, 2003. 288 pp.
- Todd, Margo (2002). The Culture of Protestantism in Early Modern Scotland.. 450 pp.
- Walker, Marshall (1997). Scottish Literature since 1707.. 443 pp.
- Whatley, Christopher A (2000). Scottish Society, 1707–1830: Beyond Jacobitism, toward Industrialisation.. 354 pp.
- Wickham-Jones, C., Orkney: A Historical Guide (Birlinn, 2007).
- Wilson, R., ур. (2005). Building with Scottish Stone. Arcamedia..
- Withers, Charles W. J. (2001). Geography, Science, and National Identity: Scotland since 1520. Cambridge University Press. ISBN 978-0-521-64202-6.. (2001). 312 pp.

#### Praistorija i arheologija
- Ashmore, P. J. (2003). Neolithic and Bronze Age Scotland: an Authoritative and Lively Account of an Enigmatic Period of Scottish Prehistory. Batsford. ISBN 978-0-7134-7531-9..
- Breeze, D. J. (2006). The Antonine Wall. John Donald..
- Cunliffe, C. (2004). Iron Age Communities in Britain: An Account of England, Scotland and Wales from the Seventh Century BC Until the Roman Conquest. Routledge..
- Dixon, N. (2004). The Crannogs of Scotland: An Underwater Archaeology. Tempus. ISBN 978-0-7524-3151-2..
- Lynch, F. (1997). Megalithic Tombs and Long Barrows in Britain. Osprey..
- Moffat, A. (2005). Before Scotland: The Story of Scotland Before History. Thames & Hudson. ISBN 978-0-500-05133-7..
- Pryor, F. (2003). Britain B.C.: Life in Britain and Ireland before the Romans. Harper Collins. ISBN 978-0-00-712693-4..
- Robertson, A. S. (1960). The Antonine Wall. Glasgow Archaeological Society..
- Scarre, C. (2002). Monuments and Landscape in Atlantic Europe: Perception and Society During the Neolithic and Early Bronze Age. Routledge..
- Snyder, C. A. (2003). The Britons. Wiley-Blackwell. ISBN 978-0-631-22260-6..

#### Srednji vek
- Barrow, G. W. S., ed., Scotland and Its Neighbours in the Middle Ages (Hambleton, 1992).
- Barrow, G. W. S., Grant, A., and Stringer, K. J. (ур.). Medieval Scotland: Crown, Lordship and Community. Edinburgh University Press.. (1998).
- Barrow, G. W. S. (01. 01. 1965). Robert Bruce and the Community of the Realm of Scotland. University of California Press.. (1965, 4th edn., Edinburgh University Press, 2005).
- Corning, C. (2006). The Celtic and Roman Traditions: Conflict and Consensus in the Early Medieval Church. Macmillan..
- Duncan, A. A. M. Scotland: The Making of the Kingdom, The Edinburgh History of Scotland, Volume 1. Mercat Press.. (1989).
- Forte, A., Oram, R. D., and Pedersen, F. Viking Empires. Cambridge University Press.. (2005).
- Hudson, B. T. (1994). Kings of Celtic Scotland. Greenhill..
- Macquarrie, A. (2004). Medieval Scotland: Kinship and Nation. Sutton..
- Maddicott, J. R., and Palliser, D. M., ур. (2000). The Medieval State: Essays presented to James Campbell. Continuum..
- Rollason, D. W. (2003). Northumbria, 500–1100: Creation and Destruction of a Kingdom. Cambridge University Press. ISBN 978-0-521-81335-8.. (Cambridge University Press, 2003).
- Smyth, A. P. (1989). Warlords and Holy Men: Scotland AD 80–1000. Edinburgh University Press. ISBN 978-0-7131-6305-6..
- Taylor, S., ур. (2000). Picts, Kings, Saints and Chronicles: A Festschrift for Marjorie O. Anderson. Four Courts..
- Webster, B. (1997). Medieval Scotland: the Making of an Identity. St. Martin's Press..
- Woolf, A. (2007). From Pictland to Alba: 789 – 1070. Edinburgh: Edinburgh University Press..
- Woods, J. D., and Pelteret, D. A. E. (ур.). The Anglo-Saxons, Synthesis and Achievement. Wilfrid Laurier University Press.. (1985).
- Yorke, B. (2002). Kings and Kingdoms of Early Anglo-Saxon England. Routledge. ISBN 978-1-85264-027-9..
- Yorke, B. (2006). The Conversion of Britain: Religion, Politics and Society in Britain c. 600–800. Pearson/Longman. ISBN 978-0-582-77292-2.

#### Rana moderna istorija
- Dawson, J. E. A. (2007). Scotland Re-Formed, 1488–1587. Edinburgh: Edinburgh University Press..
- Ryrie, Alec (2006). The Origins of the Scottish Reformation. Manchester: Manchester University Press..
- Wormald, Jenny (1991). Court, Kirk, and Community: Scotland, 1470–1625. Edinburgh: Edinburgh University Press..

#### Prosvetiteljstvo, 18. vek
- Berry, Christopher J. (1997). The Social Theory of the Scottish Enlightenment. ISBN 0748608648.. .
- Broadie, Alexander (2003). The Cambridge Companion to the Scottish Enlightenment. Cambridge University Press. ISBN 0521003237.
- Broadie, Alexander, ур. (1998). The Scottish Enlightenment: An Anthology. Canongate Books. ISBN 0862417384.. primary sources.
- Buchan, James (2003). Crowded with Genius: The Scottish Enlightenment: Edinburgh's Moment of the Mind. Harper Collins. ISBN 978-0-06-055889-5.
- Campbell, R. H. and Andrew S. Skinner, ур. (1982). The Origins and Nature of the Scottish Enlightenment.. 12 essays by scholars, esp. on history of science.
- Daiches, David, Peter Jones and Jean Jones (1986). A Hotbed of Genius: The Scottish Enlightenment, 1730–1790.. 170 pp; well-illustrated introduction.
- Davidson, Neil (2003). Discovering the Scottish Revolution, 1692–1746. London, England: Pluto Press. ISBN 978-0-7453-2053-3.
- Devine, T. M. (1994). Clanship to Crofters' War: the Social Transformation of the Scottish Highlands. Manchester University Press. ISBN 978-0-7190-3482-4..
- Dwyer, John (1998). The Age of the Passions: An Interpretation of Adam Smith and Scottish Enlightenment Culture. Tuckwell Press. ISBN 978-1-898410-17-1.. 205 pp.
- Goldie, Mark (1991). „The Scottish Catholic Enlightenment”. Journal of British Studies. 30 (1): 20—62. JSTOR 175736. S2CID 143632770. doi:10.1086/385972.
- Graham, Gordon (2001). „Morality and Feeling in the Scottish Enlightenment”. Philosophy. 76 (296): 271—282. JSTOR 3751923. S2CID 33455074. doi:10.1017/S0031819101000274.
- Hamilton, H (1963). An Economic History of Scotland in the Eighteenth Century..
- Hamilton, Douglas (21. 10. 2005). Scotland, the Caribbean and the Atlantic World, 1750-1820. Manchester University Press. ISBN 978-0-7190-7182-9..
- Harvie, Christopher (2004). Scotland and Nationalism: Scottish Society and Politics 1707 to the Present. ISBN 0415327253..  „Scotland and Nationalism: Scottish Society and Politics, 1707 to the Present”. Архивирано из оригинала 03. 12. 2008. г..
- Hemingway, Andrew (1989). „The 'Sociology' of Taste in the Scottish Enlightenment”. Oxford Art Journal. 12 (2): 3—35. JSTOR 1360354. doi:10.1093/oxartj/12.2.3.
- Herman, Arthur, How the Scots Invented the Modern World: The True Story of How Western Europe's Poorest Nation Created Our World & Everything in It (Crown, 2001), and text search.
- Hont, Istvan, and Michael Ignatieff (1986). Wealth and Virtue: The Shaping of Political Economy in the Scottish Enlightenment. Cambridge University Press. ISBN 0521312140..
- Hopfl, H. M. (1978). „From Savage to Scotsman: Conjectural History in the Scottish Enlightenment”. Journal of British Studies. 17 (2): 19—40. JSTOR 175389. S2CID 162620129. doi:10.1086/385720.
- Howe, Daniel Walker (1989). „Why the Scottish Enlightenment Was Useful to the Framers of the American Constitution”. Comparative Studies in Society and History. 31 (3): 572—587. JSTOR 178771. S2CID 143686208. doi:10.1017/S0010417500016042.
- Lenman, Bruce P (1993). Integration and Enlightenment: Scotland, 1746–1832. ISBN 0748603859.. New History of Scotland .
- Ottenberg, June C. (1978). „Musical Currents of the Scottish Enlightenment”. International Review of the Aesthetics and Sociology of Music. 9 (1): 99—109. JSTOR 836530. doi:10.2307/836530.
- Phillipson, N.T. and Mitchison, Rosalind, ур. (1996). Scotland in the Age of Improvement. ISBN 978-0-7486-0876-8..
- Robertson, John (2005). The Case for the Enlightenment: Scotland and Naples 1680–1760..
- Swingewood, Alan (1970). „Origins of Sociology: The Case of the Scottish Enlightenment”. The British Journal of Sociology. 21 (2): 164—180. JSTOR 588406. doi:10.2307/588406.
- Withers, Charles W. J. and Wood, Paul, ур. (2002). Science and Medicine in the Scottish Enlightenment.. 364 pp.
- Wood, P., ур. (2000). The Scottish Enlightenment: Essays in Reinterpretation.

#### Unija i Jakobiti
- Fremont-Barnes, Gregory. The Jacobite Rebellion 1745–46 (Essential Histories) (2011).
- Fry, Michael (2006). The Union: England, Scotland and the Treaty of 1707..
- Harris, Bob (јануар 2010). „The Anglo-Scottish Treaty of Union, 1707 in 2007: Defending the Revolution, Defeating the Jacobites”. Journal of British Studies. 49 (1): 28—46. doi:10.1086/644529.,.
- MacRobert, A. E (2008). „The Myths about the 1745 Jacobite Rebellion”. Historian (99): 16—23. 2008,
- MacInnes, Allan I. (октобар 2007). „Jacobitism in Scotland: Episodic Cause or National Movement?”. Scottish Historical Review. 86 (222): 225—252. doi:10.3366/shr.2007.86.2.225., ,2 ; emphasises its traditionalism.
- Macinnes, Allan I (6. 12. 2007). Union and Empire: The Making of the United Kingdom in 1707. Cambridge University Press. ISBN 0521850797.. (Cambridge Studies in Early Modern British History) (2007) .
- Oates, Jonathan. (2011). Jacobite Campaigns: The British State at War. Warfare, Society and Culture..
- Pittock, Murray. (2009). The Myth of the Jacobite Clans: The Jacobite Army in 1745 (2nd изд.)..
- Plank, Geoffrey (2005). Rebellion and Savagery: The Jacobite Rising of 1745 and the British Empire. University of Pennsylvania Press. ISBN 978-0-8122-3898-3..
- Scott, P. H. (1979). 1707: The Union of Scotland and England: In Contemporary Documents.. primary sources.
- Trevor-Roper, Hugh. (1992). From Counter-Reformation to Glorious Revolution. Secker & Warburg. стр. 282–303. ISBN 978-0-436-42513-4.. on Union.

#### Žene
- Abrams, Lynn;  . (2006). Gender in Scottish History Since 1700. ISBN 0748617612..
- Breitenbach, Esther, and Eleanor Gordon (1992). Women in Scottish Society 1800–1945..
- Hughes, Celia (2016). „The women's liberation movement in Scotland”. Contemporary British History. 30 (3): 437—438. S2CID 148425088. doi:10.1080/13619462.2016.1200809.
- Ewan, Elisabeth, ур. (2006). The Biographical Dictionary of Scottish Women: From the Earliest Times to 2004.
- Ewan, Elizabeth (март 2009). „A New Trumpet? The History of Women in Scotland 1300–1700”. History Compass. 7 (2): 431—446. doi:10.1111/j.1478-0542.2008.00588.x.; a new field since the 1980s; favourite topics are work, family, religion, crime, and images of women; scholars are using women's letters, memoirs, poetry, and court records.
- McDermid, Jane. (2011). „No Longer Curiously Rare but Only Just within Bounds: women in Scottish history”. Women's History Review. 20 (3): 389—402. S2CID 143113878. doi:10.1080/09612025.2010.509152..

#### Istoriografija
- Anderson, Robert (2012). „The Development of History Teaching in the Scottish Universities, 1894–1939”. Journal of Scottish Historical Studies. 32 (1): 50—73. doi:10.3366/jshs.2012.0035..
- Anderson, Robert (2012). „University History Teaching, National Identity and Unionism in Scotland, 1862–1914”. Scottish Historical Review. 91 (1): 1—41. doi:10.3366/shr.2012.0070..
- Aspinwall, Bernard (2008). „Catholic realities and pastoral strategies: Another look at the historiography of Scottish Catholicism, 1878–1920”. Innes Review. 59 (1): 77—112. S2CID 162376698. doi:10.3366/E0020157X08000164..
- Bowie, Karin (2013). „Cultural, British and Global Turns in the History of Early Modern Scotland”. Scottish Historical Review. 92 (April 2013 Supplement): 38—48. doi:10.3366/shr.2013.0166., .
- Brown, Keith M (2013). „Early Modern Scottish History – A Survey”. Scottish Historical Review. 92 (April 2013 Supplement): 5—24. doi:10.3366/shr.2013.0164., .
- Devine, T. M. and J. Wormald, ур. (2012). The Oxford Handbook of Modern Scottish History. Oxford University Press.
- Dingwall, Helen M (2003). A history of Scottish medicine: themes and influences. Edinburgh University Press. ISBN 978-0-7486-0865-2..
- Elton, G.R. (1969). Modern Historians on British History 1485–1945: A Critical Bibliography 1945–1969. Methuen. стр. 198—205. ISBN 978-0-416-07920-3.. annotated guide to 1000 history books on every major topic, plus book reviews and major scholarly articles.
- Falconer, J. R. D. (2011). „Surveying Scotland's Urban Past: The Pre-Modern Burgh”. History Compass. 9 (1): 34—44. doi:10.1111/j.1478-0542.2010.00741.x..
- Kidd, C. (2003). Subverting Scotland's Past: Scottish Whig Historians and the Creation of an Anglo-British Identity 1689–1830. Cambridge University Press.
- McDermid, Jane. (2011). „No Longer Curiously Rare but Only Just within Bounds: women in Scottish history”. Women's History Review. 20 (3): 389—402. S2CID 143113878. doi:10.1080/09612025.2010.509152..
- Lee, Jr., Maurice. Richard Schlatter, ed., ур. (1966). „Scottish History since”. Recent Views on British History: Essays on Historical Writing since 1966. Rutgers University Press. стр. 377—400.. (1984).
- MacKenzie, John M. (2008). „Irish, Scottish, Welsh and English Worlds? A Four-Nation Approach to the History of the British Empire”. History Compass. 6 (5): 1244—1263. doi:10.1111/j.1478-0542.2008.00543.x.
- Morton, Graeme, and Trevor Griffiths (2013). „Closing the Door on Modern Scotland's Gilded Cage”. Scottish Historical Review. 92: 49—69. doi:10.3366/shr.2013.0167. Supplement, ; on nationalism
- Raffe, Alasdair (2010). „1707, 2007, and the Unionist Turn in Scottish History”. Historical Journal. 53 (4): 1071—1083. doi:10.1017/S0018246X10000506..
- Raftery, Deirdre; McDermid, Jane; Jones, Gareth Elwyn (2007). „Social Change and Education in Ireland, Scotland and Wales: Historiography on Nineteenth-century Schooling”. History of Education. 36 (4–5): 447—463. S2CID 143116479. doi:10.1080/00467600701496690..
- Smout, T. C. (2007). „Scottish History in the Universities since the 1950s”. History Scotland Magazine. 7 (5): 45—50..

#### Primarni izvori
- Anderson, A. O. (2010). Early Sources of Scottish History, A.D. 500 to 1286. General Books LLC.. vol. i.
- Broadie, Alexander, ур. (1997). The Scottish Enlightenment: An Anthology..
- Cooke, Anthony, ур. (1998). Modern Scottish History, 1707 To the Present: vol 5: Major Documents. Tuckwell Press..
- „Statistical Accounts of Scotland (1791–1845)”. Архивирано из оригинала 24. 02. 2012. г., detailed local descriptions.

## Spoljašnje veze
- „Istorrija sveta: Izvori o Škotskoj istoriji”. Архивирано из оригинала 08. 06. 2011. г.
- „Scottish History in 33 Chapters by Andrew Lang”. Архивирано из оригинала 5. 1. 2007. г.